# Tommy Ford
Thomas Ford (conocido como Tommy Ford; Hanover, 20 de marzo de 1989) es un deportista estadounidense que compite en esquí alpino.
Ganó una medalla de oro en el Campeonato Mundial de Esquí Alpino de 2023, en la prueba de equipo mixto. En la Copa del Mundo consiguió una victoria y tres podios en total.
Participó en tres Juegos Olímpicos de Invierno entre los años 2010 y 2022, ocupando el cuarto lugar en Pekín 2022, en la prueba de equipo mixto.

## Palmarés internacional
| Campeonato Mundial | Campeonato Mundial           | Campeonato Mundial | Campeonato Mundial |
| Año                | Lugar                        | Medalla            | Prueba             |
| ------------------ | ---------------------------- | ------------------ | ------------------ |
| 2023               | Courchevel/Méribel (Francia) | Medalla de oro     | Equipo mixto       |